# Lindenerfhoekmijt
Lindenerfhoekmijt of lindeviltmijt (Eriophyes exilis) is een mijt die behoort tot de familie van de Eriophyidae en voor het eerst wetenschappelijk beschreven werd in 1891 door Alfred Nalepa.

## Kenmerken
Gallen kunnen in twee of drie verschillende vormen voorkomen. Aan de ene kant zijn er pluizige haarachtige structuren (erinea) te vinden aan de onderkant of bovenkant van het blad, meestal voornamelijk langs de nerven. Deze haren zijn dun, langwerpig en kronkelig, met een afgeronde top. Aan de andere kant ontstaan behaarde gezwellen in de oksels van de nerven, die hol zijn aan de onderkant. Ook de nerven zelf kunnen aangetast worden door galvorming.